# 渥美勝之
渥美 勝之（あつみ かつゆき）は、伊予西条藩家老。藩主・松平頼純の娘婿。

## 家系
渥美家は元は今川家に仕えていたとされる。のち徳川家康に仕え、源五郎重経と太郎兵衛友吉は姉川の戦いに参加している。友吉は武勇で知られ、姉川では槍が折れたのちも素手で奮戦し数人を討取った。三方ヶ原の戦いにおいて重経は戦死。
「徳川殿は良い人持ちよ　服部半蔵は鬼半蔵　渡辺半蔵は槍半蔵　渥美源吾は頸切り源吾」と唄われた次代の源五郎（源吾郎）渥美勝吉は、遠江国横須賀城主・大須賀康高の与力として徳川家の先手組を務めた。横須賀七人衆に数えられ、若き頃より武功者として知られ、槍の達人で「首獲り源五」という異名で知られた。高天神城近くに、源五郎ら数名と武田方の騎馬兵を含めた20余名の斥候同士が遭遇戦となり、源五郎が騎兵2人と徒歩4人を瞬殺した場所とされる「首切り坂」という古跡がある。勝吉は青木一重の従兄弟とも伝わる。
元和元年（1615年）、大須賀康高の孫・忠次が縁戚の上野館林藩榊原家を相続することとなり、大須賀家が絶家となったため、大須賀家に付属していた家臣は榊原家に引き取られる者、他家に仕官する者、徳川直参になる者などに分かれたが、一部の家臣は郷土である大須賀周辺に逼塞してしまった。渥美源五郎も一旦は忠次と上州舘林に住まうが、遠江に帰り親族の大石家に寄宿したとも伝わる。勝吉は同地で死去したが、嫡男の正勝が家康に召し出され、元和6年に多くの旧大須賀家臣が附属させられた家康の十男・徳川頼宣に勝吉も仕えることとなったとされる。当初、駿河の家康の下にいた頼宣には、大坂の陣ののち紀州が与えられ、徳川御三家の紀州徳川家となり、渥美家も2千石余を知行した。
紀州の渥美家には、源五郎の馬印（旗指物）が伝わっている。絹製で紺地に金で日の丸を描き、金字で「あつみ源五郎」と大書している。ただし渥美家は代々が「源五郎」であるため、勝吉のものであるかは不明。その他、家康から拝領した兜や采幣、金の陣羽織（長篠の戦の軍功に対し拝領）が伝わる。代々が源五郎を名乗り、幕末には娘が紀州伊達家の伊達千広の室となり、陸奥宗光を産んでいる。

勝吉の家督を継いだ正勝には、正明（次男）、安吉（四男）、正方（六男）、同じ横須賀七人衆であった大身旗本の坂部広勝（広勝娘が勝吉室）の養子となった広利、広利の養子となった広通等の男子がおり、勝之の実父正方は、兄正明の養子として渥美本家を継いでいた。勝之は分家安吉の養子となり、頼宣三男で西条藩主となった松平頼純に仕えることとなる。

## 生涯
万治2年（1659年）紀州藩士・渥美正方の次男として生まれた。後に、伯父の渥美安吉の養子となり、延宝8年（1680年）12月、家督と知行700石を相続し、紀州藩親族の伊予国西条藩藩主の松平頼純に仕えた。元禄元年（1688年）1月23日、藩主の頼純の長女であった於留天姫と結婚した。元禄10年（1697年）、御馬廻頭に任じられた。元禄13年（1700年）、年寄格となった。
同年、藩主の頼純が、寵愛する側室太田氏の産んだ頼致を世継ぎにと望み、頼致の兄で当時の継嗣の頼雄廃嫡を図ろうとし始めた。渥美勝之は同じく家老の奥村正尚と共に主を諌めて頼雄を弁護したが、元禄16年（1703年）に奥村正尚が没し、宝永3年（1706年）、不行跡を理由として頼雄は廃嫡されてしまった。
宝永6年（1709年）7月5日、江戸の西条藩邸にて、頼雄復位のため藩主の頼純を強諌したが、頼純はこれに怒って抜刀して御手討となった、しかし頼純は老齢であったため止めが刺せず、家臣に命じたが、勝之の必死の形相に誰も打ちかかることができなかった。そこで嫡男となっていた頼致（後の徳川宗直）が父に代わって勝之に止めを刺し、勝之は殺害された。享年51。
勝之には正室留天姫との間に6人の子供がおり、長男は夭折していたが、事件当時、長女は旗本の嶋田甚五左衛門に、次女は旗本の長田宇右衛門に嫁いでいた。事件直後、残る三人の娘は母の留天姫と共に江戸藩邸の一室に押し込めとなり、翌8月に国元の西条に送り返された。留天姫は、正徳元年（1711年）5月13日に死去した。享年41。後に三女は西条藩士の伊達善右衛門に、四女は紀州藩士の宇佐美多右衛門に、五女は西条藩士の妻木平之丞に嫁いでいる。

寛政6年（1794年）12月8日、当時の紀州藩主徳川治宝の命で、本家渥美勝政の次男の政要が勝之の家督を相続し、家名が再興された。治宝は勝之に止めを刺した頼致（徳川宗直）の曾孫である。

## 演じた人物
- 松橋登「八代将軍吉宗」（NHK大河ドラマ、1995年）